# Нокс, Филандер Чейз
Филандер Чейз Нокс (англ. Philander Chase Knox; 6 мая 1853, Браунсвилл, Пенсильвания, США — 12 октября 1921, Вашингтон, США) — американский государственный деятель, республиканец, Генеральный прокурор США (1901—1904), Государственный секретарь США (1909—1913).

## Ранние годы
Родился в многодетной семье. У его отца, банкира Дэвида Нокса, и матери, общественного деятеля и филантропа Ребекки Пэйдж Нокс, было девять детей.
Некоторое время он учился в Университете Западной Вирджинии, а затем в колледже Маунт-Юнион, который он окончил в 1872 году с присуждением степени бакалавра искусств.
В 1872 окончил Маунт Юнион Колледж. Именно там он подружился с будущим президентом США Уильямом Мак-Кинли.
В 1880 году женился на Лилли Смит, дочери Эндрю Смита из фирмы Smith, Sutton and Co. По возвращении в Браунсвилл некоторое время работал печатником в местной газете, а затем в качестве клерка в банке. Вскоре он уехал в Питтсбург.

## Юридическая карьера
В 1875 году его приняли в коллегию адвокатов. Практиковал в Питтсбурге в адвокатских конторах Х. Р. Свопа и Дэвида Рида. B 1876—1877 годах работал помощником прокурора Западного округа Пенсильвании. В 1897 году стал председателем Ассоциации адвокатов Пенсильвании.
Являлся самым популярным питтсбургским адвокатом. Вместе с Джеймсом Ридом основал фирму Reed Knox (сейчас Reed Smith LLP). Был участником клуба рыбаков South Fork Fishing and Hunting Club, которому принадлежала дамба Соут Форк. 31 мая 1889 года её прорвало (Джонстаунское наводнение). Некоторые участники создали гуманитарный комитет, который помогал пострадавшим. Вскоре на клуб посыпались иски, в которых вина за наводнение полностью возлагалась на его членов. Нокс и Рид выиграли большую часть судебных процессов. Также он некоторое время работал президентом 5-го Национального банка Питтсбурга, а потом Национального торгового банка Питтсбурга. Там же получил прозвище «сонный Фил», так как запросто мог уснуть на заседании правления.
Также занимал должности директора Пятого национального банка Питтсбурга. Вместе с Генри Клеем Фриком и Эндрю Меллоном являлся директором Национального банка торговли Питтсбурга. В качестве консультанта Carnegie Steel Company принял деятельное участие в организации стальной корпорации США (U.S. Steel) в 1901 году.

## Генеральный прокурор
5 апреля 1901 года президент Уильям Мак-Кинли назначил его на пост Генерального прокурора США. После убийства президента до 1904 года продолжал работу в кабинете Теодора Рузвельта.
В 1904 году ввёл понятие «дипломатия доллара», которая была сосредоточена на поощрении и защите инвестиций США за рубежом. Известен своей фразой, сказанной Рузвельту: «Господин президент, не позволяйте такому большому достижению испытывать неудобства от законов» (имел в виду строительство Панамского канала).

## Сенатор
В июне 1904 года губернатор Пенсильвании Сэмюэль Пеннипэкер назначил его в Сенат США на место умершего Мэтью Куэя. В 1905 году был утвержден законодательным собранием штата, чтобы гарантировать оставшуюся часть полного срока пребывания в Сенате США (до 1909 года).
На Национальной республиканской конвенции 1908 года предложил свою кандидатуру для выдвижения на пост президента США, однако не нашел поддержки делегатов.

## Государственный секретарь
В феврале 1909 года Уильям Тафт формировал свой будущий кабинет, в котором политик получил должность Государственного секретаря. Однако занял он его только после понижения оклада до 8000$.
На этом посту он реорганизовал его работу (перевел структуру на дивизионную основу) и дипломатических миссий, выступал сторонником поощрения американских инвестиций за рубежом. При нём была принята Шестнадцатая поправка к Конституции США. На этом посту он впервые на практике попытался реализовать принцип «дипломатии доллара» в неудачной попытке помочь Китаю вступить во владение маньчжурскими железными дорогами. Несмотря на дальнейшие успехи, «дипломатия доллара» не смогла противостоять экономической нестабильности и революции в Мексике, Доминиканской Республике, Никарагуа и Китае.

## Возвращение в Сенат

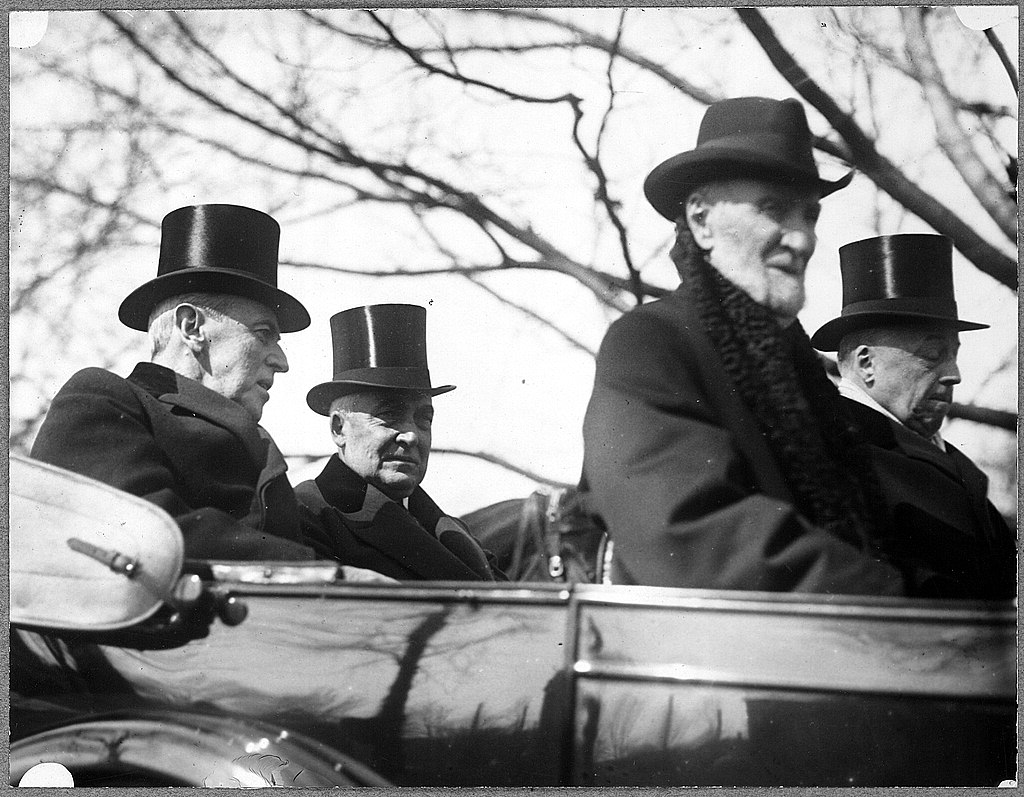
Вудро Вильсон, Уоррен Гардинг, Джозеф Кэннон, и Филандер Нокс. 4 марта 1921 года

С 1913 года и до момента повторного избрания в Сенат занимался адвокатской практикой в Питтсбурге.
В 1916 году победил на первых всеобщих выборах в Сенат по принципу прямого волеизъявления избирателей, оставался членом Верхней палаты Конгресса США до конца жизни. Выступал за отклонение Сенатом Версальского договора. На Национальной республиканской конвенции 1920 года снова предложил свою кандидатуру для выдвижения на пост президента США и снова неудачно.
В апреле 1921 года участвовал в разработке резолюции, которая должна была формально завершить Первую мировую войну для США. 21 июля того же года президент Уоррен Гардинг подписал объединённую резолюцию Нокса — Портера.